# 2007년 오스트레일리아 의회 선거
2007년 오스트레일리아 총선(2007년 오스트레일리아 국회의원 총선거, The Australian Federal Election, 2007)는 2007년 11월 24일에 오스트레일리아의 연방하원의원과 연방상원의원을 선출하기 위해 실시되었다.

## 선거 결과
|  | 정당명             | 득표수     | 득표율(%) | 증감폭(%) | 의석수 | 증감(변화) |
|  | ------------------ | ---------- | --------- | --------- | ------ | ---------- |
|  | 노동당             | 5,388,147  | 43.38     | +5.74     | 83     | +23        |
|  | 자유당/국민당 연합 | 4,506,236  | 36.28     | –4.19     | 55     | –20        |
|  | 녹색당             | 967,781    | 7.79      | +0.60     | 0      | 0          |
|  | 국민당             | 682,424    | 5.49      | –0.40     | 10     | –2         |
|  | 가족중심당         | 246,792    | 1.99      | –0.02     | 0      | 0          |
|  | 민주당             | 89,810     | 0.72      | –0.52     | 0      | 0          |
|  | 무소속             | 275,135    | 2.22      | –0.24     | 2      | –1         |
|  | 기타               | 263,495    | 2.12      | –0.98     | 0      | 0          |
|  | 계                 | 12,419,863 |           |           | 150    |            |
|  | 노동당             | 승리       | 52.56     | +5.31     | 83     | +23        |
|  | 자유당/국민당 연합 |            | 47.44     | –5.31     | 65     | –22        |

무소속은 2석(-1)이다.
|  | 정당명                            | 득표수     | 득표율(%) | 증감폭(%) | 선출의석 | 최종의석 | 증감(변화) |
|  | --------------------------------- | ---------- | --------- | --------- | -------- | -------- | ---------- |
|  | 노동당                            | 5,101,200  | 40.30     | +5.28     | 18       | 32       | +4         |
|  | 자유당/국민당 연합 (Joint Ticket) | 3,883,479  | 30.68     | –3.55     |          |          |            |
|  | 자유당                            | 1,110,366  | 8.77      | –1.63     | 15       | 32       | -1         |
|  | 국민당                            | 20,997     | 0.17      | +0.06     | 2        | 4        | -1         |
|  | 녹색당                            | 1,144,751  | 9.04      | +1.37     | 3        | 5        | +1         |
|  | 가족중심당                        | 204,788    | 1.62      | –0.14     | 0        | 1        | 0          |
|  | 민주당                            | 162,975    | 1.29      | –0.80     | 0        | 0        | -4         |
|  | 폴린의 통합오스트레일리아당(극우) | 141,268    | 1.12      | *         | 0        | 0        | 0          |
|  | 지역자유당                        | 40,253     | 0.32      | –0.03     | 1        | 1        | 0          |
|  | 기타                              | 814,515    | 6.64      | –1.73     | 1        | 1        | +1         |
|  | 계                                | 12,656,805 |           |           | 40       | 76       |            |

무소속은 닉 제노폰(도박금지당, SA주) 1석이다.
- 자세한 선거방식 설명은 '오스트레일리아의 정치'를 클릭.

## 주요 사건
- 10월 14일, 존 하워드 연방총리가 제40대 연방의회의 해산과 재선출을 위한 총선거 실시를 공표하였다.[2]
- 10월 21일, 각 정파를 대표하여 자유당/국민당 연합의 존 하워드와 노동당의 케빈 러드가 총리후보 양자토론을 벌였다.
- 11월 7일, 역대 선거운동기간도중 사상 최초로, 인플레이션을 우려한 오스트레일리아 연방 준비 은행은 0.25%의 이자율(6.5%에서 6.75%, 최근 10년동안 최고치)을 인상하였다.[3]
- 11월 중순, 주요 영역(경제, 보건복지, 노동, 환경, 외교 등)별로 장관후보자들의 양자토론이 개최되었다.
- 11월 24일, 전국적으로 일제히 총선거가 실시되었다. 투표는 오스트레일리아동부시간 기준으로 오전 8시부터 오후 6시(한국시간으로 오전 6시 - 오후 4시)까지 실시되었고, 종료 직후부터 각 지역별로 개표가 진행되었다. 그날 밤, 시간이 지날수록 패색이 짙어진 존 하워드 총리는 집권 자유당/국민당 연합의 패배선언을 통해 사실상의 정계은퇴를 선언하였고, 그 직후 케빈 러드는 자신의 고향인 브리즈번에서 선거 승리를 선언하였다.[4] 해외 및 우편 등의 부재자투표는 2주 후인 12월 8일까지 개표될 예정이며, 그 즉시 최종 선거결과가 발표된다.
- 11월 22일, 새 정부의 장관 인선을 위한 노동당 임시회의가 수도 캔버라에서 개최되었다. 오랜 관례에 따라, 노동당 부지도자인 줄리아 길라드가 제14대 오스트레일리아 부총리 겸 교육, 노동(근로관계)부 장관에 지명되었다.
- 12월 3일, 오스트레일리아 총독의 임명(행정절차)을 받아 케빈 러드가 제26대 오스트레일리아 연방총리에 취임하였다.

## 핵심 쟁점
다음 사항은 이번 선거에서 중요한 비중을 차지한 사항을 나열했다. 여론조사는 7월 14일 '디 오스트레일리안'(The Australian)신문의 조사결과를 참조했다.
- 고용문제(오스트레일리아 근로기준법 개정안-일명 'Workchoices'-존폐여부) 42%
- 경제 24%
- 기후변화 15%
- 이라크 전쟁 12%
- 교육 8%

## 핵심 선거 공약
자유당/국민당 연합
- 경제를 튼튼하게
- 오스트레일리아를 안전하게
- 선거공약을 성실히 이행하기

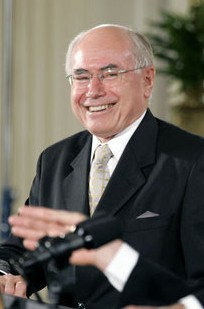
자유당/국민당 연합 지도자 존 하워드

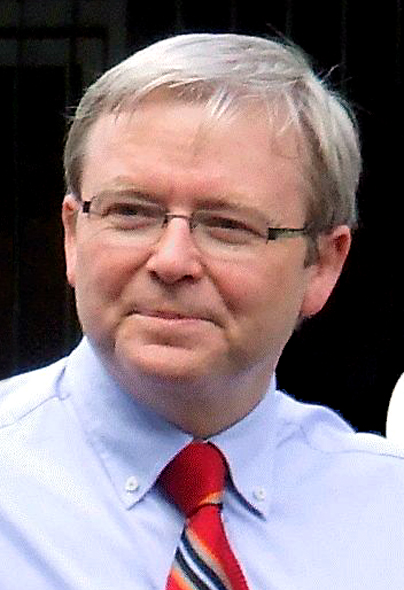
노동당 지도자 케빈 러드

- 머리강-달링강 수자원 계획(가뭄 대처 방안)
- 연방 정부 차원의 오스트레일리아 원주민 과거사 사죄 문제 논의 개시

노동당
- 교육 혁명
- 전국적인 보건복지 개혁
- 기후변화에 즉각적인 대처(교토의정서 가입)
- 근로현장에서 균형과 정의 실현
- 국가안보 유지
- 경제성장의 성과를 중산서민층과 함께 나누기

## 핵심 인물
보수진영
- 존 하워드 - 제25대 총리이자, 보수진영 전체를 대표하여 이번 선거를 진두지휘했다.
- 마크 베일(Mark Valie) - 당시 부총리이자, 연립정권의 동반자인 국민당의 대표로서 이번 선거를 이끌었다.
- 피터 코스텔로(Peter Costello) - 당시 재무장관이자, 자유당 부지도자로서 이번 선거기간기간도중 하워드 총리가 낙선할 경우 그의 후계자로 그를 지목하였으나, 선거패배의 책임을 지고 사실상 정계은퇴(2010년 국회의원 재선출마 포기)했다.
- 말콤 턴볼(Malcom Turnboll) - 당시 환경장관으로서, 전국적 열세에도 불구하고 자신의 지역구에서 크게 선전, 지역구 방어에 성공하며 차기 자유당/국민당 연합의 지도자로 유력했으나, 11월 28일의 자유당 지도자 선거에서 온건파의 수장 브랜던 넬슨 전 국방장관에게 42 대 45(표)로 패하였다.

노동당
- 케빈 러드 - 제26대 총리이자 노동당의 지도자로서, 진보진영 전체를 대표하여 이번 선거를 진두지휘했다.
- 줄리아 길라드 - 변호사 출신으로서, 노동당의 부지도자(러닝메이트) 겸 예비내각의 노동문제 대변인으로 활약하였다. 이번 선거의 승리로, 오스트레일리아 여성으로는 건국 이래 최고위직인 부총리직에 취임하였다.
- 웨인 스완(Wayne Swan) - 새 정부의 재무장관(선거당시 노동당 예비내각의 재정문제 대변인)이나, 장관 후보자 정책 토론에서 열세를 기록한 유일한 자당소속 정치인이다.
- 피터 가렛(Peter Garrett) - 새 정부의 환경 및 문화장관(선거당시 예비내각의 환경 및 문화 대변인)이다. 정치입문 전에는 '미드나잇 오일'밴드의 보컬이었다.
- 맥신 맥큐(Maxine McKew) - 한때 자유당/국민당 연합 지지자로부터 살해위협을 받기도 했던 오스트레일리아 방송 공사의 언론인 출신의 정치신인[7]으로서, 33년간 존 하워드의 지역구였던 시드니의 '베넬롱'(Bennelong) 지역구에서 노동당 창당 이후 최초의 승리를 거두었다.[8] 새 정부의 대변인으로 지명되었다.

## 같이 보기
- 오스트레일리아의 정당